# 武夷山机场
武夷山机场，前称崇安机场，是福建省武夷山市的唯一机场，也是厦门航空的基地机场，解放軍空軍在此駐紮有殲-6、殲-11等戰鬥機。

## 机场概况
武夷山机场位于武夷街道赤石村至高苏坂岩下，占地2,800亩，跑道长宽分别为2,400×45米，道面等级强度TCN质达48。新铺停机坪1.8万平方米，可全载起降波音737型和麦道-80型和空中巴士A320型飞机，全天候飞行。

## 历史
武夷山机场建于1958年8月，原为空军二级后备机场:50。当时主跑道沿南北方向修建，为水泥混凝土道面，长2,200米，宽50米。与主跑道平行建有滑行道，其间建有中间联络道和端联络道各2条。1984年5月，空军崇安机场被批准为军民共用机场。1991年8月，武夷山机场扩建工程正式立项。1992年7月13日，武夷山机场扩建工程奠基开工。1993年11月8日竣工投入使用:51。工程总投资9,600万元，设计年吞吐量为42万人次，为民航4C级机场。设有I类仪表着陆系统、I类远近灯光系统和全向信标测距仪等先进设备。

## 航空公司與航點

### 航點
| 航空公司     | 目的地            |
| ------------ | ----------------- |
| 山东航空     | 广州、青岛、 濟南 |
| 中国国际航空 | 成都/天府         |
| 廈門航空     | 北京/大興、 廈門  |